# شبدرترشک نپالی
شبدرترشک نپالی (نام علمی: Biophytum sensitivum) نام یک گونه از سرده شبدرهای سرخسی است.